# Protobothrops tokarensis
Trimeresurus tokarensis là một loài rắn trong họ Rắn lục. Loài này được Nagai mô tả khoa học đầu tiên năm 1928.